# كال كوبر
كال كوبر (بالإنجليزية: Cal Cooper)‏ هو لاعب كرة قاعدة أمريكي، ولد في 11 أغسطس 1922 في غريت فالس في الولايات المتحدة، وتوفي في 4 يوليو 1994 في كلينتون في الولايات المتحدة.